# Le Port-Royal
Pour les articles homonymes, voir Port-Royal.
 (octobre 2021).
Si vous disposez d'ouvrages ou d'articles de référence ou si vous connaissez des sites web de qualité traitant du thème abordé ici, merci de compléter l'article en donnant les références utiles à sa vérifiabilité et en les liant à la section « Notes et références ».
 Le Port-Royal est un gratte-ciel résidentiel situé au centre-ville de Montréal, au 1455, rue Sherbrooke Ouest. Il mesure 122 mètres de haut et compte 33 étages. Achevé en 1964, il fut dès lors le plus haut gratte-ciel résidentiel de la ville jusqu'à la construction de la tour Altitude Montréal en 2013.